# Franciszek Piotr Potocki
Franciszek Piotr Potocki herbu Pilawa (ur. 1745, zm. 1829 w Berdyczowie) – hrabia austriacki 1777, członek Generalności konfederacji barskiej w 1771 roku, starosta szczerzecki, ambasador Rzeczypospolitej w Imperium Osmańskim w latach 1791–1792, poseł nadzwyczajny i minister pełnomocny Rzeczypospolitej w Imperium Osmańskim w latach 1789–1791, szef regimentu Potockich, kawaler maltański (w zakonie po 1771 roku), kawaler Honoru i Dewocji.

## Życiorys
Syn Józefa kasztelana lwowskiego, brat Ignacego posła, ojciec Feliksa pułkownika wojsk Księstwa Warszawskiego.

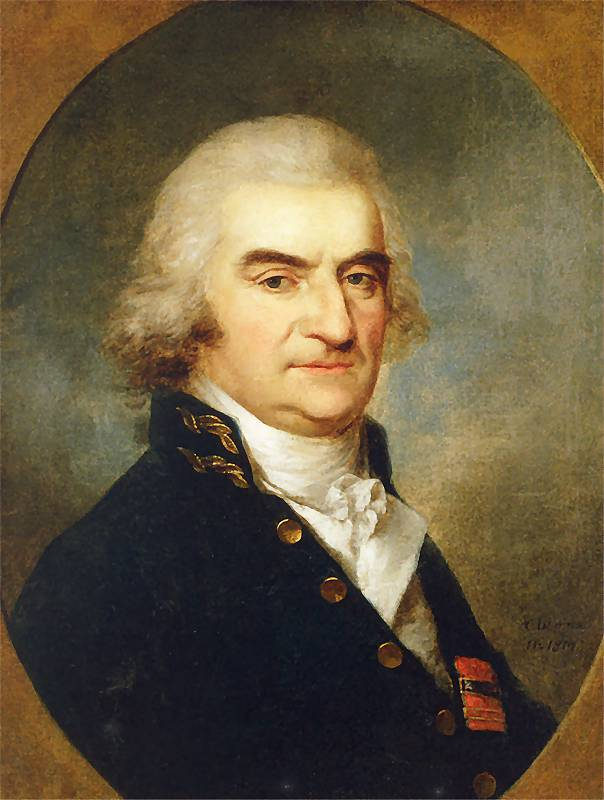
Kazimierz Wojniakowski - Portret Franciszka Piotra Potockiego, 1801 r.

Uczestniczył w konfederacji barskiej głównie jako polityk. Po upadku ruchu emigrował do Niemiec, później wrócił do kraju i uzyskał przebaczenie króla. Emisariusz dyplomatyczny w Wiedniu, Preszowie. W roku 1788 wyjechał do Konstantynopola, gdzie został posłem. Mimo dużego nakładu środków, w tym i własnych, i usilnych starań sukcesów nie osiągnął. Był posłem ziemi bielskiej na Sejm Czteroletni w 1788 roku. Zwolennik i propagator Konstytucji 3 maja. Poślubił w 1780 Krystynę Potocką, córkę Joachima Karola Potockiego. Został odznaczony Orderem Orła Białego 6 kwietnia 1790 roku. W 1790 został kawalerem Orderu Świętego Stanisława.
W latach 1788–1792 szef regimentu 7 pieszego koronnego, który wziął udział w wojnie polsko-rosyjskiej 1792. W wojsku nigdy nie służył. Po upadku insurekcji wyjechał na zachód i działał w organizacjach niepodległościowych we Włoszech - Wenecja, Bolonia, a także w Bazylei. Wobec sukcesów gen. Jana H. Dąbrowskiego wycofał się z działalności i w 1796 po ogłoszeniu amnestii przez cara Pawła, powrócił do kraju. Od 1812 marszałek szlachty guberni kijowskiej. Założył w Boćkach archiwum zw. "ruski", zawierające cenne zbiory dokumentów. Za działalność na rzecz Towarzystwa Patriotycznego i sympatie prodekabrystowskie w 1825 więziony w Kijowie.